# 臺灣新北地方法院
臺灣新北地方法院，簡稱新北地院，是中華民國的地方法院之一，位於臺灣新北市土城區，屬於普通法院，舊稱板橋地方法院，與同在臺北地區的臺北地方法院、士林地方法院合稱北三院。

## 沿革
- 本院目前轄區之民、刑事案件及非訟事件原屬臺北地方法院管轄，由於1970年代轄區人口大增，僅臺北縣一地之人口即高達200餘萬人，於是即有籌設法院之議，嗣於臺北縣土城鄉（今新北市土城區）購地並興建法院建築，1981年2月16日，正式成立臺北地方法院板橋分院，管轄當時台北縣（今新北市）西部的13個鄉鎮市（該等鄉鎮市今已改為新北市市轄區）之第一審民事、刑事訴訟案件及非訟事件。
- 1990年4月2日，臺北地方法院板橋分院改制為臺灣板橋地方法院[1]。
- 1991年7月1日，成立板橋簡易庭[1]。
- 1991年8月1日，成立三重簡易庭[1]。
- 2013年1月1日，改名為臺灣新北地方法院[2]。

## 歷任院長
| 任別       | 姓名   | 任期                        |
| 院長       | 院長   | 院長                        |
| ---------- | ------ | --------------------------- |
| 1          | 鍾曜唐 | 70年2月16日～76年5月15日    |
| 2          | 陳培基 | 76年5月16日～80年12月3日    |
| 3          | 楊仁壽 | 80年12月4日～82年10月6日    |
| 4          | 呂潮澤 | 82年10月7日～84年4月28日    |
| 5          | 劉瑞村 | 84年4月29日～85年12月5日    |
| 6          | 陳義雄 | 85年12月9日～86年12月19日   |
| 7          | 黃文圝 | 86年12月24日～88年11月3日   |
| 8          | 黃水通 | 88年11月4日～94年12月4日    |
| 9          | 陳祐輔 | 94年12月5日～100年10月30日  |
| 10         | 張清埤 | 100年10月31日～104年8月26日 |
| 11         | 葉麗霞 | 104年8月27日～107年2月28日  |
| 12         | 黎文德 | 107年3月1日～107年4月1日    |
| 13         | 林輝煌 | 107年4月2日～108年9月30日   |
| 14         | 黎文德 | 108年10月1日～108年10月27日 |
| 15         | 陳賢慧 | 108年10月28日～112年1月16日 |
| 16         | 王梅英 | 112年1月17日～112年12月17日 |
| 17（現任） | 許仕楓 | 112年12月18日～             |

## 管轄區域

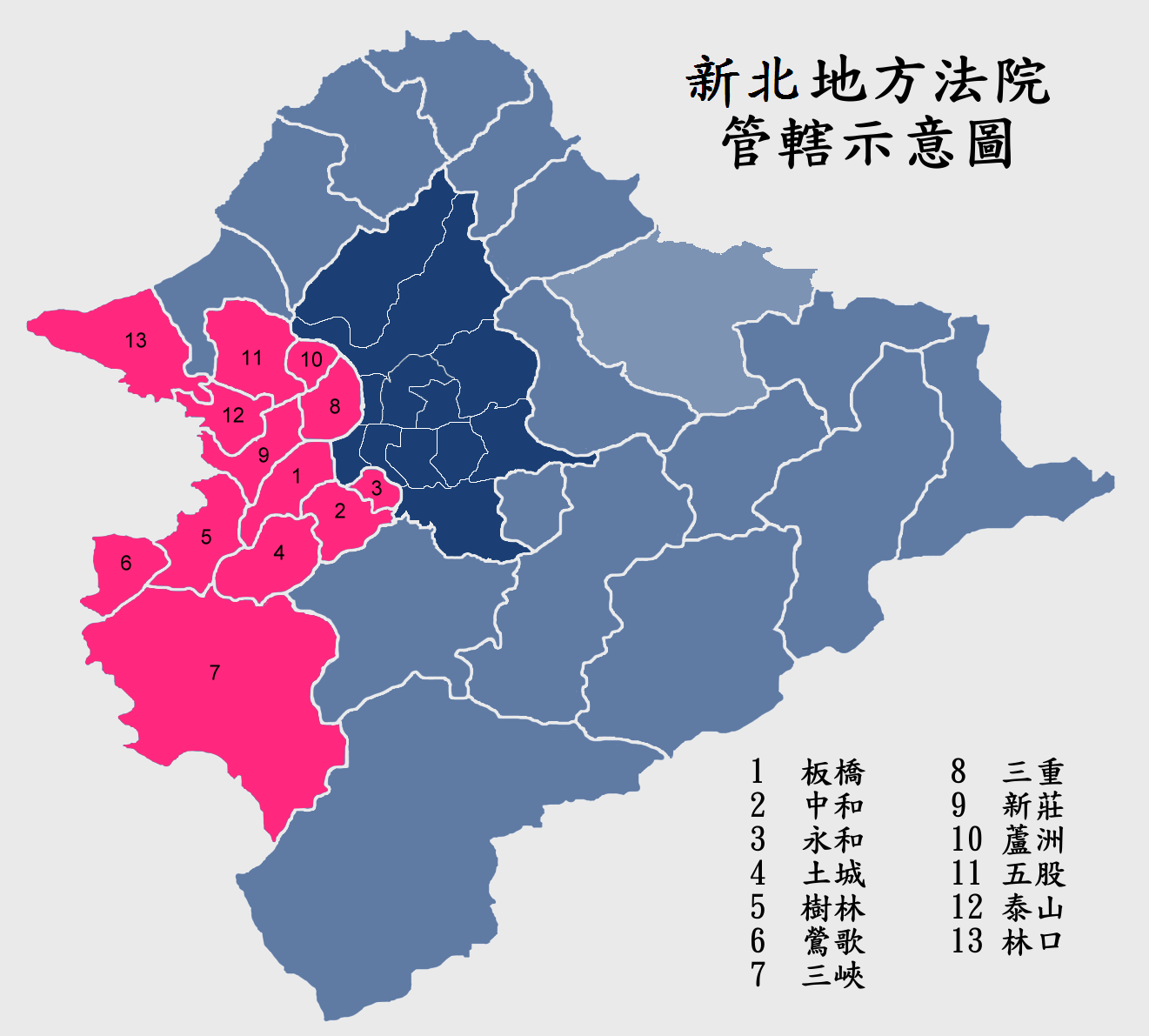
本圖為大台北地區行政區圖
桃紅色為本院於新北市境內管轄區

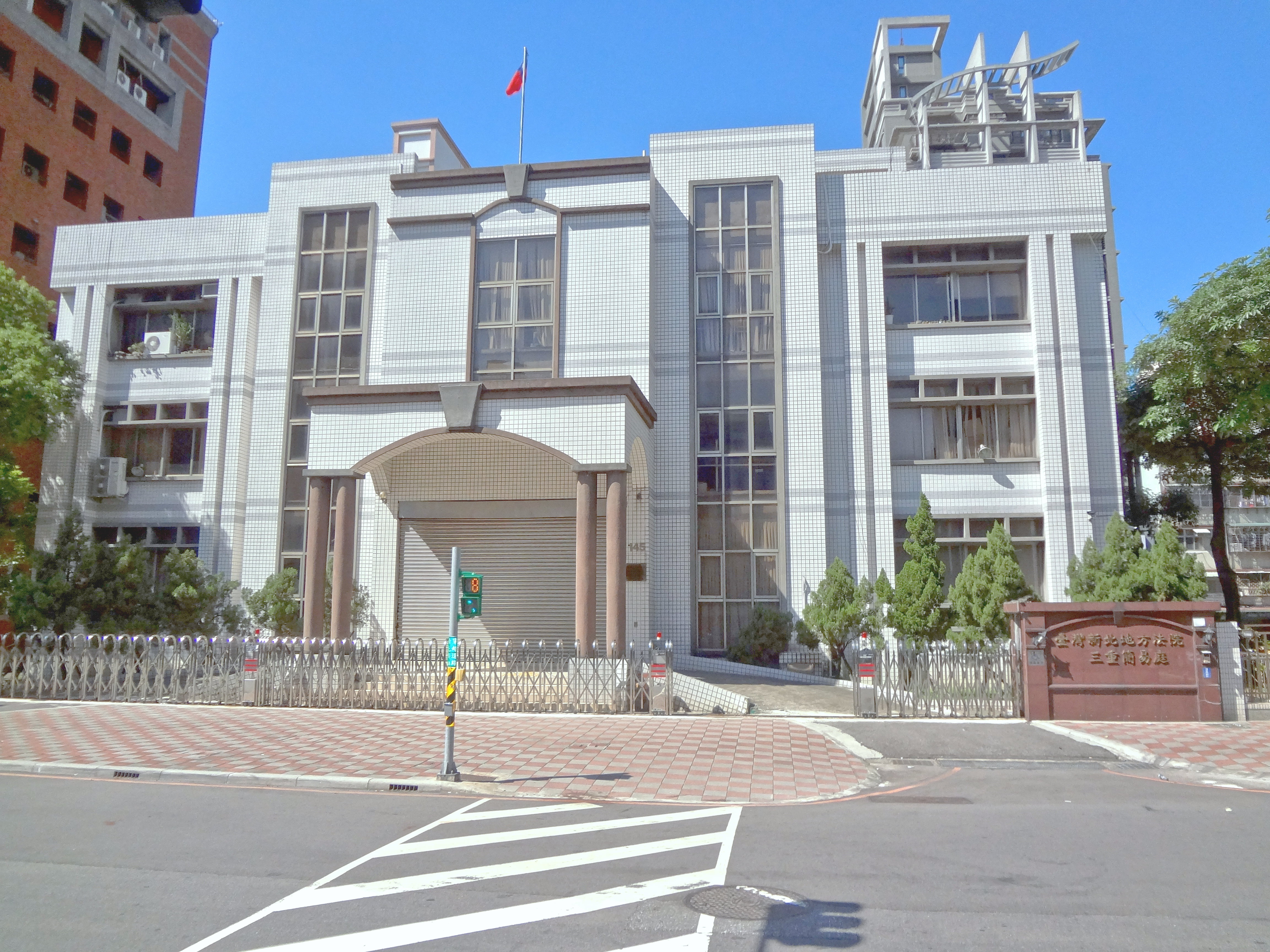
三重簡易庭

| 庭區       | 管轄區域                                                                                   | 備註                                                                 |
| ---------- | ------------------------------------------------------------------------------------------ | -------------------------------------------------------------------- |
| 板橋簡易庭 | 新北市板橋區 新北市永和區 新北市中和區 新北市三峽區 新北市鶯歌區 新北市樹林區 新北市土城區 | 簡易庭受理第一審民、刑事訴訟簡易事件及違反社會秩序維護法案件之審理。 |
| 三重簡易庭 | 新北市三重區 新北市蘆洲區 新北市新莊區 新北市泰山區 新北市五股區 新北市林口區              | 簡易庭受理第一審民、刑事訴訟簡易事件及違反社會秩序維護法案件之審理。 |

## 特色
- 此法院轄區人口為3,104,716人（2021年8月），是中華民國所轄最多人口的地方法院。
- 原本以「板橋」為名，然其院址所在地卻位在土城區，不少民眾因此感到困擾。因此在2013年改以「新北」命名（2010年12月五都改制，升格為新北市）。
- 此法院雖然管轄最多人口，然而院本部建築老舊，土地狹小，近年計畫於原土城彈藥庫地點興建新的院檢院區[5][6]。

## 爭議

### 箝制言論以保護加害者資訊
新北地方法院表示Dcard、PTT等社群媒體出現網友肉搜登載的涉案少年的記事、照片等資料，相關行為違反《少年事件處理法》83條規定，即任何人不得於媒體、資訊或以其他公示方式，揭示有關少年保護事件或少年刑事案件之記事或照片。衛生福利部保護服務司司長張秀鴛表示，依《兒童及少年福利與權益保障法》69條規定，宣傳品、出版品、廣播、電視、網際網路或其他媒體不得報導或記載涉事少年姓名及其他足以識別其身分的資訊，違者可依該法103條，由目的事業主管機關處新台幣3萬元以上，15萬元以下罰鍰，並命其限期改正；屆期未改正者，得按次處罰。

## 曾經審理之重大案件
- 鄧如雯殺夫案
- 白曉燕命案
- 林肯大郡國家賠償案
- 林清岳弒親案
- 2003年尊龍客運高速公路火燒車事故
- 藝人庹宗康、屈中恆等人吸食大麻案
- 排毒教父林光常涉嫌詐欺案
- 2009年中華職棒假球事件
- 2014年臺北捷運隨機殺人事件
- 陳昱安殺父案
- 黃麟凱殺人案

## 單位組織
- 院長

### 審判
- 民事庭
- 刑事庭
- 少年法庭
- 家事法庭
- 板橋簡易庭
- 三重簡易庭
- 行政訴訟庭
- 其他專庭
  - 醫療專庭
  - 金融專庭
  - 智財專庭
  - 肅貪專庭
  - 賄選專庭
  - 性侵害專庭
  - 軍事專庭
  - 原住民專庭
  - 強制處分專庭
- 公設辯護人室
- 調查保護室

### 民事執行
- 民事執行處

### 非訟事件
- 非訟事件處理中心
- 登記處
- 提存所
- 公證處

### 行政
- 書記處
  - 民事紀錄科
  - 刑事紀錄科
  - 少年紀錄科
  - 家事紀錄科
  - 板橋簡易紀錄科
  - 三重簡易紀錄科
  - 行政訴訟紀錄科
  - 民事執行紀錄科
  - 文書科
    - 收發收費
    - 閱卷室
    - 監印室

  - 資料科
    - 檔案室
    - 圖書室

  - 研考科
  - 總務科
    - 出納室
    - 贓物室
    - 物品庫

  - 訴訟輔導科
  - 法警室
  - 法官助理室
- 人事室
- 會計室
- 統計室
- 政風室
- 會計室
- 資訊室

### 委員會
- 考績委員會
- 法官評鑑委員會
- 法官自律委員會
- 甄審委員會

## 交通
新北地方法院院本院
- 公車：

臺灣新北地方法院（金城）站：
262德霖科大-民生社區、706三峽-西門、985捷運輔大站-捷運龍山寺站、231德霖科大-捷運龍山寺站、藍40華克山莊-捷運土城站 
臺灣新北地方法院（青雲）站：
245德霖科大-板橋重慶路-台大醫院、262德霖科大-民生社區、656德霖科大-捷運海山站-台大醫院、572清水-南天母 
板橋院區
- 捷運： 環狀線板新站下車沿中山路右轉民生路步行5~10分即抵達
- 公車：

中山民生路口 站：
234歡仔園-西門、265板橋-行政院、705三峽-西門 
民生中山路口 站：
橘5板橋-捷運景安站、藍18中和-新莊、藍17五福新村-捷運永寧站、604板橋-民生社區、651板橋-台北市政府
三重簡易庭
- 捷運： 中和新蘆線菜寮站1號（三重簡易庭）出口
- 公車：14、62、227、232、264、292、616、636、638、639、801、803、820、857、885、1209均於捷運菜寮站下車。